# Neue Evangelische Kirche (Kežmarok)

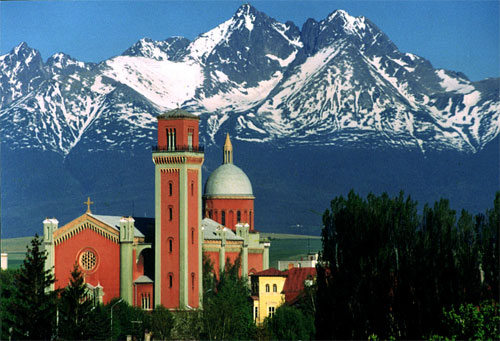
Die Kirche mit der Hohen Tatra im Hintergrund

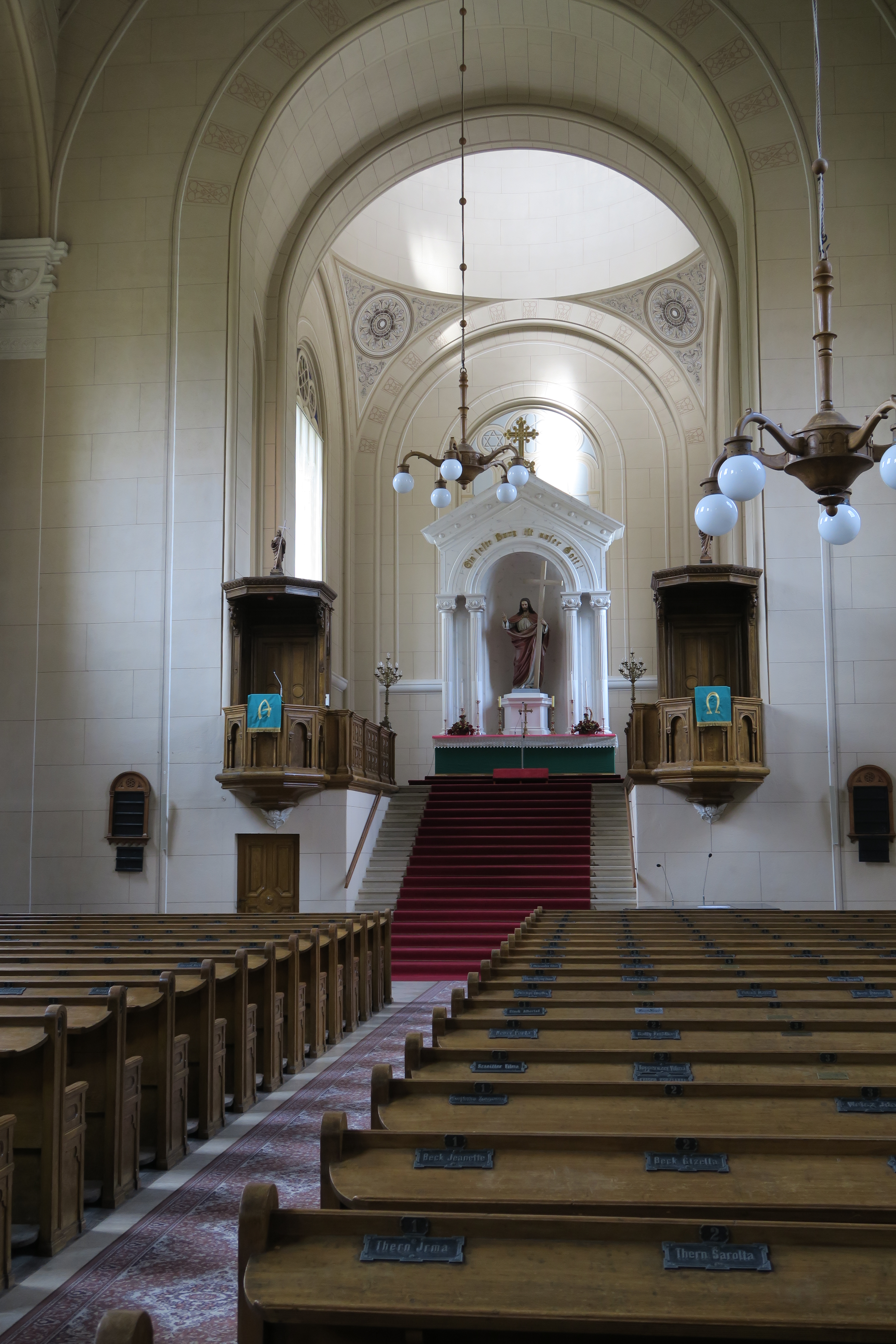
Das Innere der Kirche

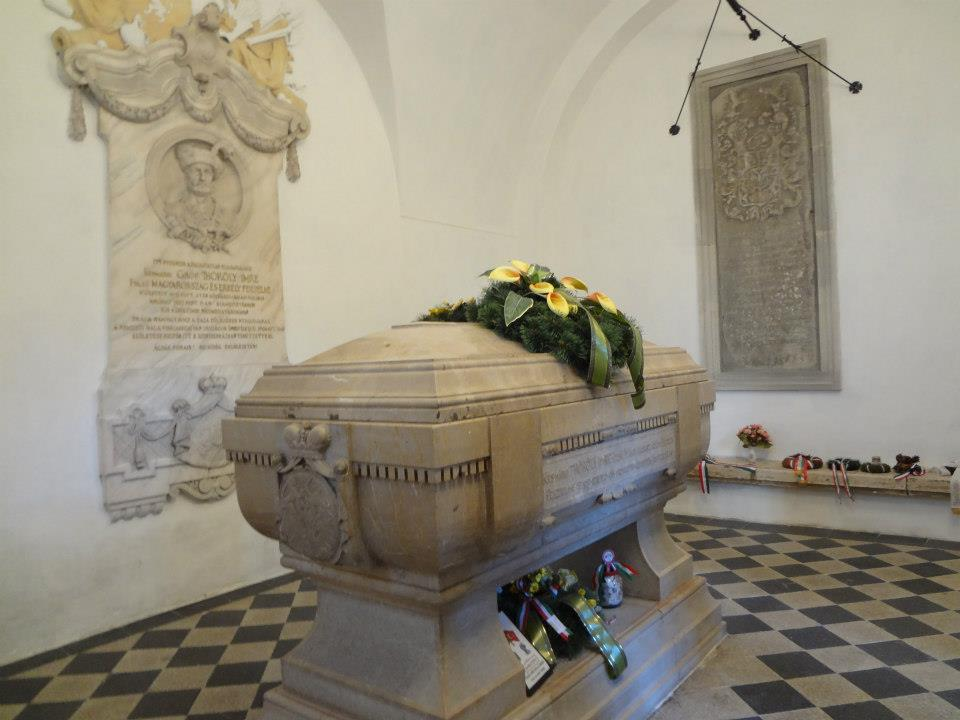
Sarkophag von Emmerich Thököly im Mausoleum

Die Neue Evangelische Kirche (slowakisch Nový evanjelický kostol) ist eine Kirche in der ostslowakischen Stadt Kežmarok (deutsch Kesmark).
Die Kirche entstand, als in der zweiten Hälfte des 19. Jahrhunderts die evangelische Gemeinde einen repräsentativen Sakralbau errichten wollte, unter anderem weil die bestehende Artikularkirche zusehends verfiel. Der dänisch-österreichische Architekt Theophil von Hansen erarbeitete ein Projekt im neobyzantinischen Stil (mit Elementen der Byzantik, Romanik, Renaissance, des Maurischen sowie orientalischen Stils), die ursprünglich für Jerusalem (oder eine andere Stadt im Orient) entworfen sein sollte. Eine ähnliche Kirche, allerdings ohne den Turm und die Kuppel, stand bereits im 6. Wiener Gemeindebezirk Mariahilf, nach Plänen des Architekten Ludwig Förster.
Der feierliche Baubeginn auf dem Standort eines zugeschütteten Wassergrabens vor der Stadtmauer, auf einem geschenkten Grundstück, fand 1872 statt. Der örtliche Baumeister Viktor Lazary leitete den Bau. Bis 1880 wurde der Neubau überdacht, aber wegen Geldmangel musste man den Bau für 11 Jahre unterbrechen. Erst am 2. Dezember 1894 konnte die fertiggestellte Kirche geweiht werden.
Der gebaute Sakralbau ist eine 80 m lange und 20 m breite einschiffige Kirche, mit dem 42 m hohen Turm und der 33 m hohen Kuppel und fällt durch unübliche rot-grüne Färbung sowie äußerlichen Ähnlichkeiten zu einer Moschee oder einer Synagoge auf. Auch im Inneren herrscht der orientalistische Charakter, das Schiff besitzt zwei Kanzeln. 1909 wurde das Thököly-Mausoleum angebaut, um Emmerich Thököly, dessen sterbliche Überreste 1906 aus dem Osmanischen Reich überführt worden waren, aufzunehmen. Auf der gegenüberliegenden Wand steht das 1925 errichtete Ehrenmal für die Gefallenen des Ersten Weltkriegs, ein Werk von Elemér Kőszeghy.
Eine Generalsanierung der Kirche wurde von 1969 bis 1972 durchgeführt, das Innere wurde von 1989 bis 1991 erneuert.